# Liste de controverses scientifiques
L'histoire des sciences est jalonnée de controverses scientifiques dont plusieurs sont restées célèbres.

## Présentation
Les dates indiquent le plus souvent le début de la controverse (qui peut durer jusqu'à un siècle ou plus), ce peut être aussi une étape décisive ou encore la fin de la controverse.
Les théories finalement invalidées ou considérées « pseudo-scientifiques » sont entre guillemets.
Cette liste n'a qu'une valeur indicative et d'exemple des plus grandes controverses scientifiques de divers genres : science « pure », querelles de priorité, rapports science/technologie et sciences/sociétés (religion, philosophie, politique, économique...), etc.

## XVIesiècle
- 1543, Héliocentrisme de Nicolas Copernic ; De revolutionibus orbium cœlestium , voir Révolution copernicienne, jusqu'au procès de Galilée (1633).
- 1543, Anatomie d'André Vésale ; voir De humani corporis fabrica. Principal opposant : Jacques Dubois.
- 1584, Univers infini de Giordano Bruno.

## XVIIesiècle
- 1618, La Nature des comètes d'Orazio Grassi.
- 1628, Circulation du sang, de William Harvey. Principal opposant : Guy Patin.
- 1644, Existence du vide, de Torricelli. Robert Boyle contre Thomas Hobbes en opposant. ; Blaise Pascal contre Étienne Noël[1].
- 1675, Vitesse de la lumière, par Ole Rømer, contre Descartes.
- 1695, Calcul différentiel, Gottfried Leibnitz ou Isaac Newton, voir Histoire du calcul infinitésimal.

## XVIIIesiècle
- 1734, La mécanique céleste, de Newton, contre celle de Descartes.
- 1737. La terre aplatie aux pôles, de Maupertuis.
- 1789. Nomenclature de la chimie et théorie de la combustion, de Lavoisier, contre la « théorie du phlogistique » de Stahl.
- 1794, Origine spatiale des météorites, de Chladni.
- 1796, Spécialisation des zones cérébrales de Gall.
- 1798, Vaccination contre la variole, de Jenner, précédée de la controverse sur la variolisation.

## XIXesiècle
- 1809, Théorie du transformisme, de Lamarck. Voir aussi Lamarckisme.
- 1845, Effet Doppler lumineux, de Doppler.
- 1845, Conservation de l'énergie, von Mayer ou Joule (querelle de priorité).
- 1846, Découverte de Neptune, Leverrier ou Adams (querelle de priorité).
- 1847, Étiologie et prophylaxie de la fièvre puerpérale, de Ignace Philippe Semmelweis.
- 1856, Découverte de l'homme de Néandertal, par Fuhlrott.
- 1859, L'Origine des espèces, de Charles Darwin.
- 1862, Absence de la génération spontanée, de Pasteur, contre Pouchet.
- 1873, Vie dans les abysses, de C.W Thomson.
- 1888, Vitesse des ondes électromagnétiques, de Hertz.
- 1888, Cristaux liquides, de Reinitzer et Lehmann.
- 1888, Courant alternatif, de Tesla.
- 1896, Âge de la terre et radioactivité, de Becquerel, précédée des premières estimations de Kelvin.
- 1897, Électron, de J.J Thomson.

## XXesiècle

### Univers et matière
- 1915, Relativité générale, de Einstein.
- 1925, Mécanique quantique, d'Heisenberg.
- 1931, Big Bang, de Lemaître.
- 1957, Oscillation des neutrinos, de Pontecorvo
- 1960, Paternité de la découverte des éléments chimiques 104 à 108 (querelle de priorité).
- 1969, « Eau polymérisée », de Boris Derjaguin (en).
- 1974, Rayonnement des trous noirs, de Hawking.
- 1975, apogée de la célébrité d'Uri Geller

- 1989, « Fusion froide », Fleischmann et Pons.

### Terre et vivant
- 1912, Dérive des continents, de Wegener.
- 1944, Rôle de l'ADN, par Avery.
- 1980, Disparition des dinosaures, par Alvarez.
- 1988, Réchauffement climatique, par le GIEC.

### Homme et société
- 1901, Art préhistorique, de Breuil.
- 1924, Danger des rayonnements ionisants à faible dose, par Arthur Mustcheller (?-1950).
- 1924, Controverse autour de la tête d'Henri IV
- 1930, « Lyssenkisme » ou théorie agronomique de Lyssenko, en URSS.
- 1953, Valeur anticancéreuse du « Laétrile », aux États-Unis.

- 1970, Controverses sur les normes de sécurité en milieu industriel aux États-Unis (expositions au benzène, à la poussière de coton, amiante...).
- 1973, Statut médical de l'homosexualité, par l'Association américaine de psychiatrie.
- 1979, Sécurité des centrales nucléaires (à partir de l'accident de Three Mile Island).
- 1988, « Mémoire de l'eau », de Benveniste.

- 1995, La conscience comme objet scientifique, entre autres par Crick.
- 1996, Homme de Kennewick, par James Chatters (en).
- 1996, ALH 84001, une météorite martienne portant des fossiles de bactéries.

## XXIesiècle
- 2010, GFAJ-1, une bactérie extraterrestre.
- 2012, Affaire Séralini, toxicité à long terme des OGM chez les rats.
- 2017, une bactérie spatiale retrouvée à l'extérieur de la Station spatiale internationale.
- 2020, une hypothèse de l'origine biotique de phosphine observée sur Vénus lance l'hypothèse de vie.
- 2024, l'oxygène noir dans les abysses.